# جين سيلبر
جين سيلبر (بالإنجليزية: Jane Silber)‏ الرئيسة التنفيذية لشركة كانونيكال المحدودة مكان مارك شاتلوورث منذ مارس عام 2010، و هي عضو في مجلس للبيانات المفتوحة المصدر في سكريبرويكي حيث كانت الرئيسة.

## عملها
انضمت سيلبر في يوليو 2004 إلى شركة كانونيكال المحدودة، يتضمن عملها تعلم مشروع أوبونتو ون وضمان اكتشاف المنظمات الكبيرة لهيئة أوبونتو.
وتعزو جزئياً الاهتمام المتزايد للبحوث والتصميم المستخدم في المصدر المفتوح منذ عام 2009 لقيادة كانونيكال المحدودة في هذا المجال.

## مناصبها السابقة
- نائبة رئيس التلفزيون التفاعلي.
- نائبة رئيس أنظمة جنرل داينمكس سي فور.
- عملت في اليابان في شركة «تايجين» للإجراءات الصناعية المحدودة وبحوث الذكاء وتطوير المنتجات،
- عملت في الولايات المتحدة الاميركية في الصحة العامة وذلك بمعالجة المخاطر الصحية.

## تعليمها
حاصلة على درجة الماجستيرر في إدارة الأعمال من كلية سعيد لإدارة الأعمال في جامعة أوكسفورد , ودرجة الماجستير في إدارة التكنولوجيا من جامعة فاندربيلت ودرجة البكالوريوس في الرياضيات و علم الحاسوب من كلية هارفرد.

## المصدر
1. ↑  Carr، Gerry (17 ديسمبر 2009). "Management changes at Canonical". Canonical Blog. Canonical Ltd. مؤرشف من الأصل في 2017-09-29. اطلع عليه بتاريخ 2013-05-07.
2. ↑  "Ubuntu CEO Joins Board of 'data hub' Startup ScraperWiki". PRWeb. 2 فبراير 2012. مؤرشف من الأصل في 2016-08-17. اطلع عليه بتاريخ 2013-05-07.
3. ↑  "About". ScraperWiki. مؤرشف من الأصل في 2019-02-06. اطلع عليه بتاريخ 2013-05-07.
4. ↑  Lai، Eric (25 أبريل 2006). "Q&A: Canonical's Jane Silber says upcoming Ubuntu Linux to be enterprise-ready". Computerworld. مؤرشف من الأصل في 2014-07-26. اطلع عليه بتاريخ 2013-01-21.
5. ↑  MacDonald، Rory (24 أبريل 2012). "Ubuntu 12.04 – Jane Silber talks Unity, community and 'continuous computing'". Linux User & Developer. مؤرشف من الأصل في 2016-04-03. اطلع عليه بتاريخ 2013-05-07.
6. ↑  Greene، Erica (21 يناير 2010). "Haverford Conversation: Jane Silber '85". Haverford News. مؤرشف من الأصل في 2015-04-22. اطلع عليه بتاريخ 2013-05-07.
7. ↑  "What we do: Management team". Canonical Ltd. مؤرشف من الأصل في 2014-01-05. اطلع عليه بتاريخ 2013-05-07.